# Šentovec
Šentovec – wieś w Słowenii, w gminie Slovenska Bistrica. W 2018 roku liczyła 88 mieszkańców.